# Dendryphantes czekanowskii
Dendryphantes czekanowskii là một loài nhện trong họ Salticidae.
Loài này thuộc chi Dendryphantes. Dendryphantes czekanowskii được Jerzy Prószyński miêu tả năm 1979.